# Marceau Remson
Marceau Hector Remson (Jumet, 19 januari 1900 - 1978) was een Belgisch senator.

## Levensloop
Remson was secretaris-generaal van de Federatie van Socialistische Mutualiteiten in de regio Charleroi. Hierdoor was hij onder meer betrokken bij het bestuur van het Hôpital Arthur Gailly.
In 1938 werd hij verkozen tot gemeenteraadslid van Jumet, in 1939 werd hij er schepen en van 1951 tot 1964 was hij er burgemeester. Van 1946 tot 1949 was hij ook provincieraadslid.
In 1949 werd hij verkozen tot socialistisch senator voor het arrondissement Charleroi en hij vervulde dit mandaat tot in 1968. Hij werd vervolgens nog provinciaal senator en bleef dit tot in 1971.
Een tuinwijk draagt zijn naam in Jumet-Charleroi.